# Ү́
Ү́ (minúscula ү́; cursiva: Ү́ ү́) es una letra del alfabeto cirílico.
Esta letra es utilizada ocasionalmente en el idioma mongol. Se la romaniza como “Ý” en mongol.
Fue utilizado anteriormente en el antiguo alfabeto tayiko. Corresponde a dígrafo Оъ.

## Códigos de computación
| Carácter                    | Ү                                             | Ү                                             | ү                                           | ү                                           | ́                       | ́                       |
| --------------------------- | --------------------------------------------- | --------------------------------------------- | ------------------------------------------- | ------------------------------------------- | ---------------------- | ---------------------- |
| Nombre unicode              | CYRILLIC CAPITAL LETTER STRAIGHT U WITH ACUTE | CYRILLIC CAPITAL LETTER STRAIGHT U WITH ACUTE | CYRILLIC SMALL LETTER STRAIGHT U WITH ACUTE | CYRILLIC SMALL LETTER STRAIGHT U WITH ACUTE | COMBINING ACUTE ACCENT | COMBINING ACUTE ACCENT |
| Codificaciones              | Decimal                                       | hex                                           | dec                                         | hex                                         | dec                    | hex                    |
| Unicode                     | 1198                                          | U+04AE                                        | 1199                                        | U+04AF                                      | 769                    | U+0301                 |
| UTF-8                       | 210 174                                       | D2 AE                                         | 210 175                                     | D2 AF                                       | 204 129                | CC 81                  |
| Numeric character reference | &#1198;                                       | &#x4AE;                                       | &#1199;                                     | &#x4AF;                                     | &#769;                 | &#x301;                |